# Maria Bashir
Pour les articles homonymes, voir Bashir.
Maria Bashir  est la procureur générale de la province d'Hérât en Afghanistan. Elle est la seule femme à un tel poste, qu'elle occupe depuis 2009. Avec une expérience de plus de 15 années dans la fonction publique afghane, elle a été confrontée aux talibans, aux policiers corrompus, aux menaces de mort et tentatives d'assassinat.  Sous le régime des talibans, elle se voit interdire de travailler et s'occupe à scolariser les jeunes filles, à son domicile. Après le régime des talibans, elle est rappelée au service et est nommée procureur générale de la province d'Hérât. Elle oriente son action contre la corruption et l'oppression des femmes et a, à son actif, en 2010, 87 cas. 
En 2011, Maria Bashir obtient du département d'État des États-Unis, le  prix international de la femme de courage,.
La même année, elle est désignée par le magazine Time parmi les cent personnes les plus influentes dans le monde.

## Sources
- (en) Cet article est partiellement ou en totalité issu de l’article de Wikipédia en anglais intitulé « Maria Bashir » (voir la liste des auteurs).